# Personaje tipo

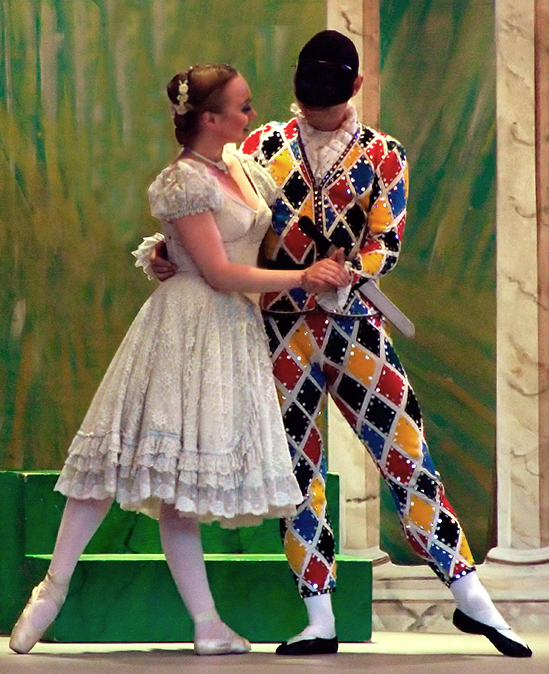
Arlequín y Colombina, personajes modelo de la Commedia dell'arte.

Un personaje tipo, personaje modelo o arquetipo de personaje es un arquetipo humano o animado construido sobre un conjunto de características específicas e identificables. El personaje tipo constituye un cliché y un modelo para la creación de personajes de ficción en la actividad del guion, reuniendo un conjunto de características físicas, psicológicas y morales, prefijadas y reconocidas por el público como comunes a una función o rol ya acomodado por la tradición y el folclore.
Los personajes modelo son reconocibles instantáneamente para los miembros de una cultura determinada, por lo que los héroes y villanos pueden basarse en los mismos arquetipos heroicos y villanos que se encuentran en historias básicas como los cuentos de hadas y el teatro griego clásico.

## Concepto
El papel del personaje tipo es ayudar a comprender la historia.El arquetipo del personaje tiene un atractivo unificador: los roles son evocados implícitamente por el estereotipo con el que se identifica el personaje interpretado. Este conjunto de información permite reconocer los arquetipos sin necesidad de explicación, creando una sensación inmediata de familiaridad que permite que un miembro de la audiencia se identifique con un evento o personaje sin necesidad de preguntarse por qué.La identificación del espectador, sea cual sea su origen cultural, es inmediata al ver las imágenes de un valiente héroe luchando contra un genio malvado para rescatar a una damisela en apuros mantenida cautiva. Un arquetipo, sin embargo, no implica previsibilidad ni pereza intelectual; sugiere que un personaje o situación hablará de una verdad universal, por lo que será familiar, pero no tan predecible como para resultar rígido.
El personaje modelo se utilizó ampliamente en la tradición clásica europea de la commedia dell'arte, en la que los actores llevaban máscaras e interpretaban versiones exageradas de personajes típicos.Ejemplos de tipos de personajes son el romántico que se guía por el corazón y que puede tener las virtudes del humanismo y la convicción pero tiene la debilidad de la ingenuidad; el héroe valiente y perseverante, pero que se deja llevar por la soberbia; o el anciano sabio que es figura paterna o mentor, dotado de sabiduría y experiencia.Los personajes arquetípicos son comunes en la comedia y la parodia, utilizando la exageración en su representación. También se conocen como situaciones modelo incidentes o elementos argumentales reconocibles: como el error de identidad, el triángulo amoroso, el rescate de último momento y el amor a primera vista.
El viaje del héroe es un arquetipo narrativo básico, o plantilla de historia, que abarca a un héroe que emprende una aventura, aprende una lección, logra una victoria con este nuevo conocimiento y luego regresa a casa transformado.En esta búsqueda, el héroe puede encontrarse con varios personajes, aliados o antagonistas arquetípicos. El héroe debe pasar por una serie de pruebas y en medio de ellas puede encontrar personajes tipo, como en el encuentro con la diosa -cuando el héroe recibe una misión- o con la mujer fatal, cuando el héroe se ve tentado a abandonar o desviarse de la búsqueda.

## Ejemplos de personajes modelo
- Héroe
- Villano
- Antihéroe
- Mujer fatal
- Ingenua
- Damisela en apuros
- Héroe byroniano
- Amante latino
- Científico loco